# Symphonie no 1 de Tippett
Pour les articles homonymes, voir Symphonie no 1.
La Symphonie no 1 est une symphonie du compositeur britannique Michael Tippett. Composée en 1945, elle fut créée le 10 novembre 1945 à Liverpool par l'Orchestre philharmonique royal de Liverpool dirigé par Malcolm Sargent.

## Analyse de l'œuvre
1. Allegro vigoroso
2. Adagio
3. Scherzo
4. Finale - Allegro moderato ma con brio

## Instrumentation
- Trois flûtes, deux hautbois, deux clarinettes, deux bassons, 1 contrebasson, quatre cors, trois trompettes, trois trombones, 1 tuba, timbales, percussions, cordes